# Psammotettix albomarginatus
Psammotettix albomarginatus är en insektsart som beskrevs av Wagner 1941. Psammotettix albomarginatus ingår i släktet Psammotettix och familjen dvärgstritar. Enligt den finländska rödlistan är arten starkt hotad i Finland. Arten är reproducerande i Sverige. Artens livsmiljö är torra gräsmarker. Inga underarter finns listade i Catalogue of Life.